# Quim Boix
Quim Boix i Lluch (nacido en 1945) es un ingeniero industrial español, dirigente comunista y miembro del Partit Comunista del Poble de Catalunya (PCPC) y del Partido Comunista de los Pueblos de España (PCPE), así como de la Federación Sindical Mundial (FSM). Comenzó su militancia política en 1964.

## Biografía
Militante antifranquista, se afilió al PSUC y fue delegado de la Escuela de Ingenieros en el clandestino Sindicat Democràtic d’Estudiants de la Universidad de Barcelona (SDEUB), fundado en La Caputxinada de marzo de 1966. Dos meses después fue detenido y conducido a la sede de la Jefatura Superior de Policía de Barcelona en Vía Layetana donde fue torturado por una docena de agentes de la Brigada Político-Social —lo tiraron al suelo, lo golpearon en el pecho y en el estómago y lo amenazaron con matarlo tirándolo al mar o simulando un accidente de moto—. Después ingresó en la Cárcel Modelo de Barcelona.
En protesta por los malos tratos que recibió durante su detención, el 11 de mayo de 1966 varias decenas de curas catalanes se manifestaron frente a la sede de la Jefatura Superior de Policía de Barcelona en Vía Layetana. Su propósito era entregar una carta al comisario Creix, pero los agentes de la Policía Armada que custodiaban el edificio los disolvieron violentamente―tres años después cuatro de ellos fueron juzgados y condenados por el TOP, aunque el Consejo de Ministros los indultó―. Por su parte, la madre de Quim Boix presentó una querella por malos tratos a su hijo pero fue archivada porque el informe forense decía que no se apreciaban rastros de los golpes recibidos.
Condenado dos veces por el TOP, fue expulsado durante tres años de todas las universidades de España y enviado al Sahara español para realizar el servicio militar. Fue representante comunista en la "Comissió Unitària amb Catòlics de Solidaritat amb els Presos Polítics".
Fue despedido de diferentes empresas por su actividad sindical, por lo que fue el primer ingeniero en presentar una demanda a Magistratura del Trabajo contra una empresa.
Dirigente del Partido Socialista Unificado de Cataluña (PSUC), en el V Congreso fue portavoz del ganador "no" a al eurocomunismo. Después ha sido dirigente del Partit dels Comunistes de Catalunya (PCC) y del Partido Comunista de los Pueblos de España (PCPE), donde fue responsable de Relaciones Internacionales. Desde 1994 es dirigente del Partit Comunista del Poble de Catalunya (PCPC). Fue dirigente y miembro del Consejo Federal de Comisiones Obreras (CCOO), miembro de su Sección Sindical en el Ayuntamiento de Moncada y Reixach hasta su prejubilación, y fundador de 4 asociaciones de vecinos bajo el franquismo.
Actualmente participa en la Mesa Cívica pels Drets Socials, de la que fue fundador en 1995, y también de la Xarxa Contra els Tancaments i la Precarietat, así como de la Plataforma “Soles no Podem i de qualsevol manera no val”. Asimismo, Boix forma parte de la dirección de la Federación Sindical Mundial, de la cual es el máximo responsable en España (excepto en el País Vasco).